# Championnat de France de rugby à XV de 1re division fédérale 2002-2003
Navigation
Fédérale 1 2001-2002 Fédérale 1 2003-2004
Le championnat de France de rugby à XV de 1re division fédérale 2002-2003 voit s'affronter 48 équipes réparties dans 4 poules. Seul le vainqueur et le finaliste du Trophée Jean Prat (phase finale) sont promus en Pro D2 à l'issue de la saison. 

## Phase qualificative
Un seul changement notable cette saison: la réduction du nombre de clubs. Ils étaient 56 la saison dernière et ne seront que 48 répartis en quatre poules de douze (au lieu de quatorze) à caractère géographique. La phase qualificative sera donc réduite de quatre journées. Le nombre de qualifiés ne change pas: les deux premiers de chaque poule entrent directement en huitième et les quatre suivants disputeront un barrage. Seuls les deux finalistes seront promus. Les trois derniers de chaque poule descendront en Fédérale 2.
Les promus de Fédérale 2 sont: Bobigny, Domont, Beaurepaire, Romans, Gaillac, Lavelanet, Boucau-Tarnos et Saint-Sever.
En cas d'égalité au classement, les clubs sont départagés par ordre:

1. Points terrain (pas les points de marque) dans les matchs à opposition directe.

2. Nombre de jours de suspensions.

3. Différence de points de marque générale (pas la différence de points de marque dans les oppositions directes).
En fin de saison, trois clubs seront relégués par la DNACG: le Stade dijonnais, le SO Chambéry et US Montréjeau-Gourdan-Polignan.

### Poule 1
| Rang | Club               | J  | V  | N | D  | Pm  | Pe  | Diff | Pts |
| ---- | ------------------ | -- | -- | - | -- | --- | --- | ---- | --- |
| 1    | US Tours           | 22 | 17 | 0 | 5  | 532 | 267 | +265 | 56  |
| 2    | US Bourg-en-Bresse | 22 | 15 | 3 | 4  | 545 | 322 | +223 | 55  |
| 3    | US Oyonnax         | 22 | 15 | 1 | 6  | 484 | 356 | +128 | 53  |
| 4    | RC Arras           | 22 | 12 | 1 | 9  | 379 | 375 | +4   | 47  |
| 5    | AC Bobigny 93      | 22 | 10 | 0 | 12 | 410 | 386 | +24  | 42  |
| 6    | US Montmélian      | 22 | 9  | 1 | 12 | 359 | 489 | -130 | 41  |
| 7    | St. Dijon          | 22 | 9  | 1 | 12 | 389 | 424 | -35  | 41  |
| 8    | CS Lons-le-Saunier | 22 | 9  | 1 | 12 | 351 | 435 | -84  | 41  |
| 9    | RC Vichy           | 22 | 9  | 0 | 13 | 404 | 435 | -31  | 40  |
| 10   | RC Strasbourg      | 22 | 9  | 0 | 13 | 411 | 503 | -92  | 40  |
| 11   | Paris UC           | 22 | 8  | 1 | 13 | 353 | 427 | -74  | 39  |
| 12   | St. Domont         | 22 | 4  | 3 | 15 | 310 | 508 | -198 | 33  |

### Poule 2
| Rang | Club                         | J  | V  | N | D  | Pm  | Pe  | Diff | Pts |
| ---- | ---------------------------- | -- | -- | - | -- | --- | --- | ---- | --- |
| 1    | Pays d'Aix-en-Provence RC    | 22 | 15 | 1 | 6  | 585 | 416 | +169 | 53  |
| 2    | AS Bédarrides                | 22 | 14 | 0 | 8  | 405 | 402 | +3   | 50  |
| 3    | FCS Rumilly                  | 22 | 13 | 0 | 9  | 459 | 374 | +85  | 48  |
| 4    | Céret Sp.                    | 22 | 12 | 0 | 10 | 502 | 454 | +48  | 46  |
| 5    | SO Millau                    | 22 | 11 | 2 | 9  | 350 | 393 | -43  | 46  |
| 6    | SO Chambéry                  | 22 | 11 | 1 | 10 | 501 | 398 | +103 | 45  |
| 7    | Valence Sp.                  | 22 | 11 | 1 | 10 | 467 | 437 | +30  | 45  |
| 8    | US Beaurepaire               | 22 | 11 | 0 | 11 | 363 | 496 | -133 | 44  |
| 9    | RC Nîmes                     | 22 | 10 | 1 | 11 | 546 | 354 | +192 | 43  |
| 10   | RC Châteaurenard             | 22 | 8  | 0 | 14 | 329 | 493 | -164 | 38  |
| 11   | US Romans-Péage              | 22 | 7  | 1 | 14 | 360 | 483 | -123 | 37  |
| 12   | RCCA Cannes-Mandelieu-Cannet | 22 | 5  | 1 | 16 | 309 | 476 | -167 | 33  |

### Poule 3
| Rang | Club                         | J  | V  | N | D  | Pm  | Pe  | Diff | Pts |
| ---- | ---------------------------- | -- | -- | - | -- | --- | --- | ---- | --- |
| 1    | FC Oloron                    | 22 | 17 | 0 | 5  | 491 | 302 | +189 | 56  |
| 2    | St. Bordeaux                 | 22 | 16 | 1 | 5  | 548 | 320 | +228 | 55  |
| 3    | Blagnac SC                   | 22 | 16 | 1 | 5  | 479 | 308 | +171 | 55  |
| 4    | FC Villefranche-de-Lauragais | 22 | 14 | 1 | 7  | 516 | 338 | +178 | 51  |
| 5    | Lombez-Samatan Cl.           | 22 | 12 | 1 | 9  | 463 | 363 | +100 | 47  |
| 6    | Av. Valence-d'Agen           | 22 | 11 | 2 | 9  | 544 | 391 | +153 | 46  |
| 7    | US La Teste-de-Buch          | 22 | 12 | 0 | 10 | 465 | 436 | +29  | 46  |
| 8    | Boucau-Tarnos St.            | 22 | 9  | 1 | 12 | 401 | 435 | -34  | 41  |
| 9    | SA Saint-Sever               | 22 | 9  | 0 | 13 | 401 | 521 | -120 | 40  |
| 10   | US Coarraze-Nay              | 22 | 6  | 1 | 15 | 368 | 599 | -231 | 35  |
| 11   | St. Bagnères-de-Bigorre      | 22 | 4  | 0 | 18 | 261 | 614 | -353 | 30  |
| 12   | Balma ORC                    | 22 | 2  | 0 | 20 | 290 | 600 | -310 | 26  |

### Poule 4
| Pos | Équipe                 | Points |
| --- | ---------------------- | ------ |
| 1   | Limoges                |        |
| 2   | Saint-Paul SR          |        |
| 3   | Gaillac (P)            |        |
| 4   | Saint-Jean-de-Luz OR   |        |
| 5   | SC Graulhet            |        |
| 6   | Stade lavelanétien (P) |        |
|     | FC Lourdes             |        |
|     | Fleurance              |        |
|     | Garazi                 |        |
|     | Montréjeau             |        |
|     | Peyrehorade sports     |        |
|     | SC Mazamet (P)         |        |

|}

## Phase finale

### Finale
| Date    | Équipe 1 | Équipe 2   | Résultat |
| ------- | -------- | ---------- | -------- |
| 15 juin | Limoges  | US Oyonnax | 19-18    |